# New Blood (Peter Gabriel)
New Blood is een verzamelalbum van Peter Gabriel. Het is een voortzetting van zijn studioalbum Scratch My Back, waarop hij georkestreerde covers zong. Om de concerten die volgden op die release compleet te maken liet hij John Metcalfe arrangementen maken van eigen werk. Metcalfe was vroeger een lid van The Durutti Column.

## Musici
- Peter Gabriel – zang
- New Blood Orchestra o.l.v. Ben Foster
- Melanie Gabriel – zang Downside up
- Ane Brun – zang Don’t Give Up
- Tom Cowley - zang

## Muziek
| Nr. | Titel                             | Origineel album            | Duur |
| --- | --------------------------------- | -------------------------- | ---- |
| 1.  | The Rhythm of the Heat            | Peter Gabriel (1982), 1982 | 5:41 |
| 2.  | Downside Up (ft. Melanie Gabriel) | OVO, 2000                  | 3:52 |
| 3.  | San Jacinto                       | Peter Gabriel (1982), 1982 | 6:58 |
| 4.  | Intruder                          | Peter Gabriel (1980), 1980 | 5:07 |
| 5.  | Wallflower                        | Peter Gabriel (1982), 1982 | 6:25 |
| 6.  | In Your Eyes                      | So, 1986                   | 7:13 |
| 7.  | Mercy Street                      | So, 1986                   | 5:59 |
| 8.  | Red Rain                          | So, 1986                   | 5:16 |
| 9.  | Darkness                          | Up, 2002                   | 6:10 |
| 10. | Don't Give Up (ft. Ane Brun)      | So, 1986                   | 6:40 |
| 11. | Digging in the Dirt               | Us, 1992                   | 4:57 |
| 12. | The Nest that Sailed the Sky      | OVO, 2000                  | 3:54 |
| 13. | A Quiet Moment                    |                            | 4:48 |
| 14. | Solsbury Hill (bonus track)       | Peter Gabriel (1977), 1977 | 4:35 |

| Nr. | Titel                                      | Duur |
| --- | ------------------------------------------ | ---- |
| 1.  | The Rhythm of the Heat                     | 5:41 |
| 2.  | Downside Up                                | 3:52 |
| 3.  | San Jacinto                                | 7:12 |
| 4.  | Intruder                                   | 5:06 |
| 5.  | Wallflower                                 | 6:24 |
| 6.  | In Your Eyes                               | 7:13 |
| 7.  | Mercy Street                               | 6:00 |
| 8.  | Red Rain                                   | 5:16 |
| 9.  | Darkness                                   | 6:10 |
| 10. | Don't Give Up                              | 6:40 |
| 11. | Digging in the Dirt                        | 4:58 |
| 12. | The Nest that Sailed the Sky               | 3:54 |
| 13. | Blood of Eden                              | 6:05 |
| 14. | Signal to Noise (iTunes Store bonus track) | 7:46 |
| 15. | Father, Son (digital download bonus track) | 4:10 |

## Hitnotering
Het album verscheen vrijwel overal in Europa in de albumlijsten. Opvallend daarbij was de hoogste notering in Waals Belgïe met een tweede plaats.

### Album Top 100
| Hitnotering: 15-10-2011 t/m 19-11-2011 | Hitnotering: 15-10-2011 t/m 19-11-2011 | Hitnotering: 15-10-2011 t/m 19-11-2011 | Hitnotering: 15-10-2011 t/m 19-11-2011 | Hitnotering: 15-10-2011 t/m 19-11-2011 | Hitnotering: 15-10-2011 t/m 19-11-2011 | Hitnotering: 15-10-2011 t/m 19-11-2011 |
| Week:                                  | 1                                      | 2                                      | 3                                      | 4                                      | 5                                      |                                        |
| -------------------------------------- | -------------------------------------- | -------------------------------------- | -------------------------------------- | -------------------------------------- | -------------------------------------- | -------------------------------------- |
| Positie:                               | 12                                     | 27                                     | 41                                     | 77                                     | 85                                     | uit                                    |

### Ultratop 50
| Hitnotering: 15-10-2011 t/m 16-11-2011 | Hitnotering: 15-10-2011 t/m 16-11-2011 | Hitnotering: 15-10-2011 t/m 16-11-2011 | Hitnotering: 15-10-2011 t/m 16-11-2011 | Hitnotering: 15-10-2011 t/m 16-11-2011 | Hitnotering: 15-10-2011 t/m 16-11-2011 | Hitnotering: 15-10-2011 t/m 16-11-2011 | Hitnotering: 15-10-2011 t/m 16-11-2011 |
| Week:                                  | 1                                      | 2                                      | 3                                      | 4                                      | 5                                      | 6                                      |                                        |
| -------------------------------------- | -------------------------------------- | -------------------------------------- | -------------------------------------- | -------------------------------------- | -------------------------------------- | -------------------------------------- | -------------------------------------- |
| Positie:                               | 13                                     | 11                                     | 21                                     | 32                                     | 71                                     | 89                                     | uit                                    |